# La costola di Adamo (serie televisiva)
La costola di Adamo (Adam's Rib) è una serie televisiva statunitense in 13 episodi trasmessi per la prima volta nel corso di una sola stagione nel 1973. È una sitcom giudiziaria basata sul film La costola di Adamo del 1949.

## Trama
Adam Bonner è un assistente del procuratore distrettuale e sua moglie Amanda Bonner è un'avvocatessa socia di minoranza in uno studio legale. Le loro professioni spesso li mettono in conflitto all'interno del tribunale e, per estensione, a casa a causa della crociata di Amanda per i diritti delle donne.
Uno degli episodi (il settimo, Katey at the Bat) è il rifacimento del film La costola di Adamo: Amanda difende in aula una donna accusata di tentato omicidio perché ha sparato all'amante del marito.

## Personaggi e interpreti
- Adam Bonner (13 episodi, 1973), interpretato da Ken Howard.
- Amanda Bonner (13 episodi, 1973), interpretata da Blythe Danner.
- Procuratore distrettuale Donahue (13 episodi, 1973), interpretato da Norman Bartold.
- Gracie Peterson (13 episodi, 1973), interpretata da Dena Dietrich.
È la segretaria di Amanda.
- Assistente del procuratore distrettuale Roy Mendelsohn (13 episodi, 1973), interpretato da Ron Rifkin.
- Giudice McElroy (3 episodi, 1973), interpretato da John Holland.
- Avvocato Kip Kipple (3 episodi, 1973), interpretato da Edward Winter.
- Attinger (2 episodi, 1973), interpretato da Allen Garfield.
- Doris (2 episodi, 1973), interpretata da Madeline Kahn.

## Produzione
La serie, ideata da Ruth Gordon e Garson Kanin, fu prodotta da MGM Television e girata negli studios della Metro-Goldwyn-Mayer a Culver City in California. Le musiche furono composte da Perry Botkin Jr. e Gil Garfield.

### Registi
Tra i registi sono accreditati:
- Peter H. Hunt in 10 episodi (1973)
- Gary Nelson in 4 episodi (1973)

### Sceneggiatori
Tra gli sceneggiatori sono accreditati:
- George Kirgo in 5 episodi (1973)
- Ruth Gordon in 2 episodi (1973)
- Garson Kanin in 2 episodi (1973)
- Mary Stone in 2 episodi (1973)
- Peter Stone in 2 episodi (1973)

## Distribuzione
La serie fu trasmessa negli Stati Uniti dal 14 settembre 1973 al 28 dicembre 1973 sulla rete televisiva ABC. In Italia è stata trasmessa con il titolo La costola di Adamo. È stata distribuita anche in Germania Ovest con il titolo Adams kesse Rippe.

## Episodi
| Stagione       | Episodi | Prima TV USA |
| -------------- | ------- | ------------ |
| Prima stagione | 13      | 1973         |